# Albert Trébosc
Albert Trébosc, né le 13 février 1909 à Boussac dans l'Aveyron  et mort le 3 août 1990 à Villefranche-de-Rouergue, est un homme politique français.

## Détail des fonctions et des mandats
Mandat parlementaire
- 30 novembre 1958 - 9 octobre 1962 : Député de l'Aveyron